# Eggern
Eggern è un comune austriaco di 695 abitanti nel distretto di Gmünd, in Bassa Austria; ha lo status di comune mercato (Marktgemeinde).